# Bugac
Bugac (pronunciado Búgåch) es un pueblo del condado de Bács-Kiskun, en la región de la Gran Llanura Meridional, al sur de Hungría.
Abarca una área de 131,11 kilómetros cuadrados (51 mi²) y su población fue de 2889 personas según censo de 2010.
El área circundante, llamada Bugac puszta es la más grande de las siete unidades disjuntas que componen el Parque nacional de Kiskunság.

## Historia
Bugac fue fundado por el gobierno local de Kecskemét, dirigido por Kada Elek en 1909. Perteneció originalmente a la Provincia de Kecskemét en el siglo XIX.
El Libro de Dede Korkut, donde se recogen las más famosas historias épicas de los Turcos oguz, se menciona a Bughachuk, que en las lenguas túrquicas se escribe también Buğac. Por esto es que tiende a asociarse estos dos nombres propios y a considerándolos cognados.

## Gran Kurultai
El Gran Kurultai, asamblea tribal de las naciones hunotúrquicas, para la celebración de la preservación de las tradiciones antiguas de estos pueblos, es usualmente realizada en esta pequeña localidad cada dos años.

## Zona rural
A pesar de que Bugac pertenece a la Gran Llanura, es conocido también por presentar unas cuantas características que le distinguen. Dunas, creadas por los fuertes vientos, cubren varios kilómetros cuadrados de la región, resultando en un paisaje único en los alrededores del pueblo.  Estas dunas, que alcanzan alturas de 10 a 50 metros, carecen de vegetación, debido a la calidad pobre de la tierra de esta región, causada precisamente por la presencia de estos cerros de arena, los cuales continuamente se desplazan y sus arenas vuelan con los vientos.
En el siglo XVII, la reina María Teresa decidió detener las ventiscas de arena mediante la forestación. Bugac ahora está rodeada de bosques que cubren las colinas de arena que rodean el campo. Esta forma de tierra única es diferente a la del Parque Nacional de Hortobágy. Bugac pertenece al Parque nacional de Kiskunság, que es el segundo parque nacional de Hungría, fundado en 1975. El primer parque nacional del país fue del Parque Nacional de Hortobágy, creado en 1973.